# Kleine Wasserstraße

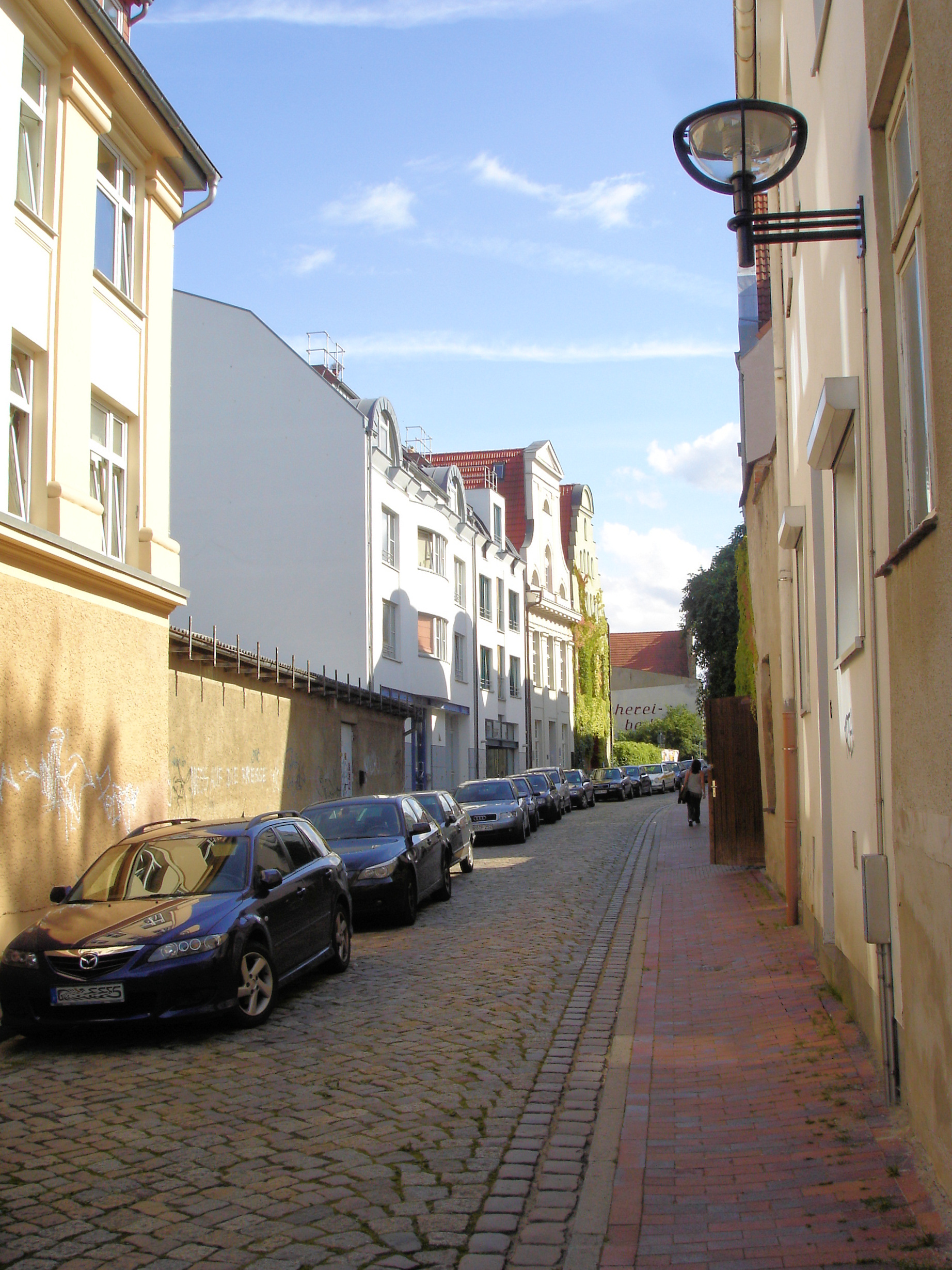
Südlicher Teil der Kleinen Wasserstraße, ehemals Hutfilterstraße

Die Kleine Wasserstraße in Rostock ist eine Straße im historischen Kern der Hansestadt.  Sie ist Teil der einstigen Rostocker Mittelstadt.

## Verlauf
An ihrem südlichen Beginn gabeln sich Kleine und  Große Wasserstraße. Die kleine Wasserstraße führt von dort in nordwestlicher Richtung und kreuzt dabei in ihrem Verlauf zunächst die Große Scharrenstraße und Weißgerberstraße, dann  die Fischbank und endet schließlich an ihrem nördlichen Ende an der Kreuzung  Vogelsang / Große Mönchenstraße / Krämerstraße.

## Geschichte
Die heutige, etwa 240 Meter lange Kleine Wasserstraße wurde erst nach dem Zweiten Weltkrieg aus ehemals drei Straßen zusammengelegt.

### Hutfilterstraße bzw. Kleine Wasserstraße

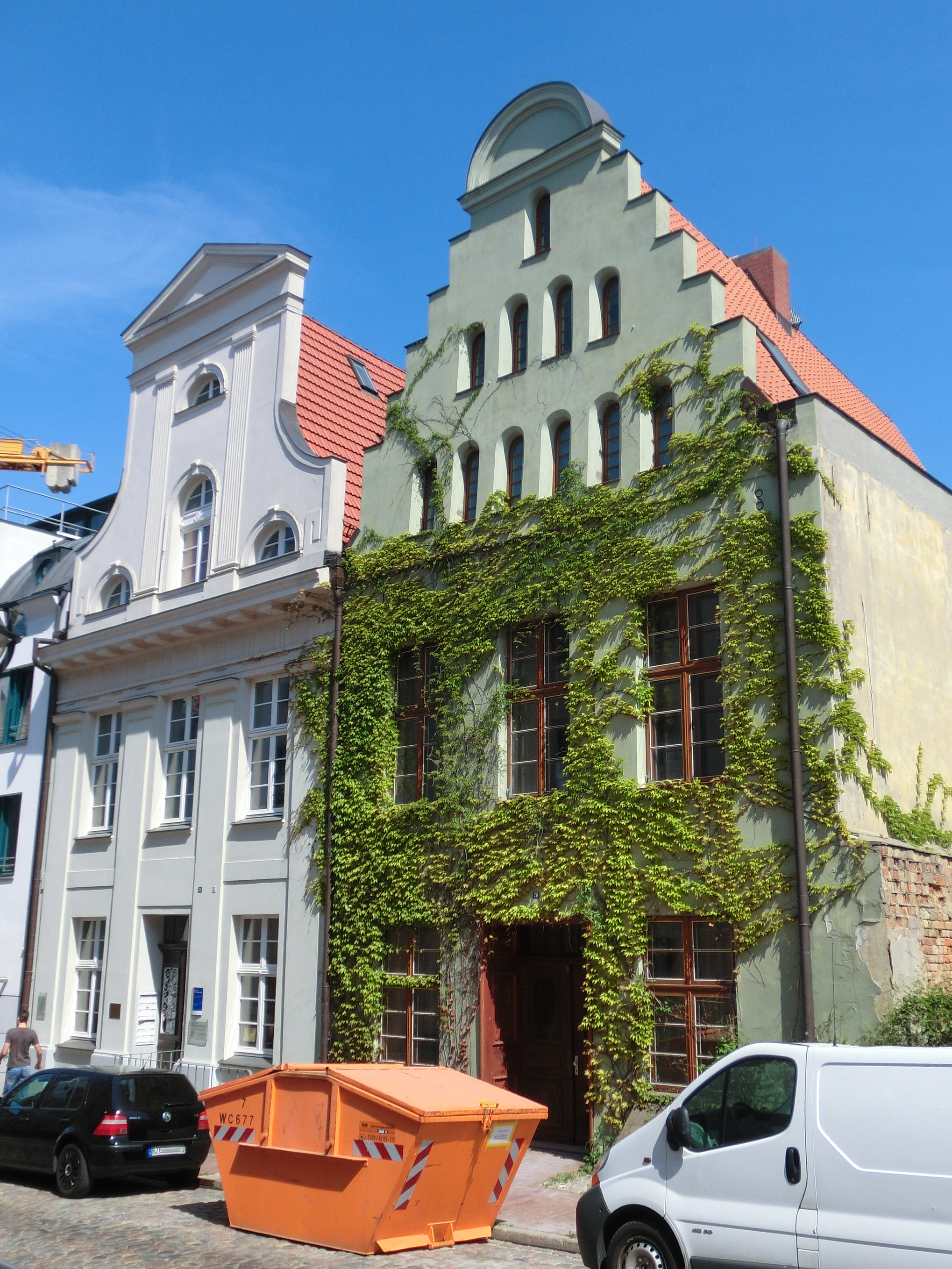
Denkmalgeschützte Häuser Nr. 25 u. 26 in der ehemaligen Hutfilterstraße

Als Kleine Wasserstraße wurde vor der Zusammenlegung nur der südlichste Abschnitt von der Großen Wasserstraße bis zur Kreuzung Große Scharrenstraße / Weißgerberstraße bezeichnet. Allerdings trug auch dieser Abschnitt den Namen erst seit dem 19. Jahrhundert, bis dahin war sie als  Hutfilterstraße bzw. platea pileatorum. Als solche wurde sie 1292 zum ersten Mal bezeugt. Hutfilter (Filter = Filzer) waren Handwerker, die sich auf die Herstellung von Hüten spezialisiert hatten. Während im Norden der Straße Buden dominierten, gab es im Südosten einige Giebelhäuser. Die Bebauung der Kleinen Wasserstraße nahm im Zweiten Weltkrieg, schweren Schaden. Der Stadtbrand von 1677, der die beiden nördlichen Abschnitte der heutigen Kleinen Wasserstraße fast vollständig zerstörte, erreichte die Hutfilterstraße dagegen nicht mehr.
Architektonisch erwähnenswert sind die Häuser Nr. 25 und 26. Die Nummer 25 ist ein im Kern gotisches Giebelhaus des 14./15. Jahrhunderts mit klassizistischer Fassadengestaltung von etwa 1790. Ein Gewölbekeller reicht bis zur Grubenstraße.
Das Haus Nummer 26 mit gotischen Treppengiebeln geht auf das 14. Jahrhundert zurück. Der Giebel wurde später leicht barockisiert.

### Kibbenibberstraße
Der mittlere Abschnitt der heutigen Kleinen Wasserstraße zwischen Großer Scharrenstraße / Weißgerberstraße und Fischbank wurde Kibbenibberstraße genannt und 1365 erstmals erwähnt. Ihr niederdeutsche Name bedeutet so viel wie Streitschnabelstraße. Wegen ihrer Nähe zum städtischen Gericht wohnte in der Kibbenibberstraße der mittelstädtische Büttel, der Gerichtsdiener und Scharfrichter war, aber auch die Aufsicht über die Prostituierten der Stadt hatte. Die Kibbenibberstraße wurde im Großen Stadtbrand 1677 im nördlichen Teil und durch die Bombenangriffe des Aprils 1942 vollständig vernichtet.

### Kleine Bäckerstraße
Der nördlichste Abschnitt der heutigen Kleinen Wasserstraße von der Fischbank bis zur Kreuzung Vogelsang / Krämerstraße / Große Mönchenstraße, an der sich bis zum 19. Jahrhundert die Waage befand, hieß früher  Kleine Bäckerstraße und wurde so von der von ihr abzweigenden Großen Bäckerstraße unterschieden, die heute zur Fischbank gehört. Die Kleine Bäckerstraße wurde 1395 als platea parva pistorum ersterwähnt. Sie verdankt ihren Namen dem Bäckerhandwerk und war recht bescheiden bebaut. Auch dieser Straßenzug wurde im Stadtbrand von 1677 und im Zweiten Weltkrieg zwei Mal vollständig zerstört. Wie auch in der ehemaligen Kibbenibberstraße dominieren deshalb nüchterne Wohnhäuser aus der Nachkriegszeit, ähnlich denen der Fischbank oder der Großen Mönchenstraße.